# 돼지 인플루엔자

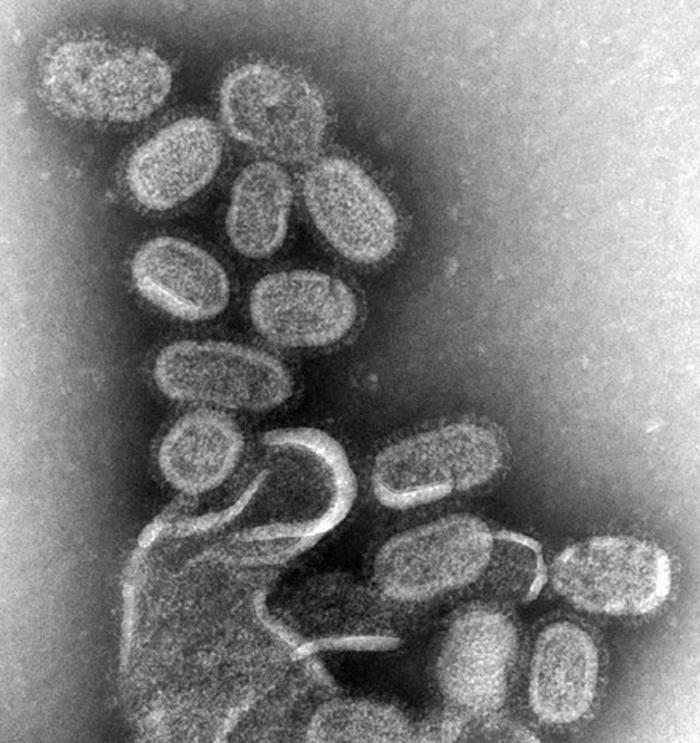

돼지 인플루엔자(영어: swine influenza, swine flu, SI) 또는 돼지 독감(-毒感)은 돼지를 매개로 전염되는 인플루엔자 바이러스의 총칭, 혹은 그것이 감염됨으로써 생기는 증상을 말한다. 돼지독감 바이러스(SIV)는 71도 이상으로 가열조리된 돼지고기를 먹는 것으로는 전파되지 않는다.

## 역사

### 1976년 미국
1976년 2월 5일, 포트 딕스의 한 육군 모병관이 피곤함과 기운없음을 호소하였다. 그는 다음날 사망하였으며, 후에 그의 동료 중 4명이 병원에 입원하였다. 2주일 후, 보건 담당자는 모병관의 사인이 돼지 독감이며, 1918년 독감 바이러스의 변종과 관련이 있다고 발표하였다. 범유행병으로 번지는 것을 두려워한 공중 보건 담당자는 당시 대통령인 제럴드 포드에게 모든 미국 국민이 예방 접종을 할 것을 건의하였다. 예방 접종 계획은 계획의 지연과 사회적 논란의 와중에, 인구의 24%가 예방 접종을 마친 후에 취소되었다.
예방 접종을 한 사람 중에서 약 500건의 길랭-바레 증후군 사례가 보고되었으며, 그 중 25명이 사망했다. 다른 인플루엔자 백신에서는 길랭-바레 증후군과 인과관계가 밝혀지지는 않았으나, 일부 개인, 특히 길랭-바레 증후군을 앓았던 적이 있는 사람에게는 주의가 요구된다.

### 2009년 멕시코
2009년 4월에는 사람 사이에 감염이 가능한 신종 인플루엔자가 발생하여 초기에 멕시코에서만 100여명이 넘는 사망자를 내고 주변국인 미국에서도 60여명의 확진된 감염자가 나타나게 되었다. 그에 따라 세계보건기구(WHO)는 4월 25일 긴급회의를 열고 멕시코와 미국의 독감 확산 사태를 '국제적 공중보건 비상 우려 사안'이라고 선포했다
. 상황이 더 악화되자, WHO는 전 세계적 인플루엔자 경보수준을 레벨 3에서 레벨 4로 올리고, 각국에 이 질병의 통제에 최선을 다해줄것을 요청하였다. 이러한 상황으로 인해 대한민국 정부도 비상방역체계를 가동했다. 돼지 인플루엔자 감염자로 의심되는 사람은 즉각 근처 보건소에 신고해야 하며 2009년 4월 30일 오후 3시 37분(KST) 현재 대한민국의 의심 환자는 16명이다.. 미국의 경우 CDC는 미국 전역에 64명의 확진된 감염자가 있다고 발표하였고, 더불어 텍사스에서 신종 독감으로 인해 한명의 사망자(24개월, 유아)가 발생하였다고 발표하였다. 신종 인플루엔자는 인플루엔자바이러스 A형의 H1N1 아형이다.

## 예방법
돼지 인플루엔자에 감염되지 않으려면 공공장소에서 돌아온 후 손을 비누나 알콜기반의 청결제로 자주 씻어야 한다. 손을 씻지 않고 입이나 코 그리고 눈을 만지지 말아야 한다. 기침을 할 때에는 휴지에 대고 하고 휴지는 바로 버리고, 만일 손에 기침을 하면 하면 즉시 씻어야 한다. 돼지 인플루엔자 바이러스는 돼지고기를 71도씨 이상으로 익힐 경우 자연적으로 파괴되어 식용 돼지고기를 섭취하여서는 돼지 인플루엔자에 걸릴 수 없다. 미국 CDC는 예방과 치료에 오셀타미비르(상표명: 타미플루), 자나미비르(상표명: 릴렌자)를 추천하고 있으며, 이외에 페라미비르(Peramivir)라는 새로운 돼지인플루엔자 치료 주사제는 미국, 일본에서 공동으로 제작되어 임상실험이 완료되어 있기는 하나, 미허가 항바이러스제이며 안전성이 잘 검증되지 않았다. 그러나 대한민국에선 식품의학품안전청에서 미허가 항비이러스제인 페라미비르를 먹는 돼지인플루엔자 치료제 오셀타미비르(타미플루)가 효과가 없는 생명이 위중한 돼지인플루엔자(신종플루)환자에게 투약을 허용했으며, 대한민국에서의 페라미비르 첫 투약은 2009년 11월 24일 72세 남성 돼지인플루엔자(신종플루)환자에게 투약을 허가한 사례다. 예방백신의 경우는 대한민국에서는 녹십자사에서 만든 그린플루-에스 돼지인플루엔자(신종플루)예방백신을 의료진-초중고교생-노인, 영유아, 만성질환자 순으로 2009년 10월 21일부터 접종중이다

## 같이 보기
- 인플루엔자
- 중증 급성 호흡기 증후군 (SARS)
- 팬데믹(범유행병)
- 인플루엔자 팬데믹: 전 세계적인 전염병 대유행사태
- 인플루엔자 연구(영어판)
- 질병관리본부
- 필터 마스크(영어판)
- 소독제